# Круглый стол — Свободная Грузия
Круглый стол — Свободная Грузия (груз. მრგვალი მაგიდა — თავისუფალი საქართველო) — альянс грузинских политических партий.

## История

### Создание
11—13 марта 1990 года в Большом концертном зале филармонии Тбилиси состоялась конференция, на которой были приглашены все неформальные организации, определяющие себя как национально-освободительное движение. Целью конференции было создание Коалиционного совета.
На конференции были представлены два совершенно разных плана отделения Грузии от Советского Союза:
- Представители первого считали, что страна должна стать независимой посредством референдума. То есть они предполагали пойти по пути Литвы, которая в марте 1990 года легитимным и мирным способом начала путь к выходу из состава СССР.
- Другой план рассматривали приобретение независимости путём вывода советских войск из Грузии. Лозунг приверженцев второго плана был: «Сначала — свобода, а потом — независимость».

Звиад Гамсахурдия назвал обо плана «антинациональными» и покинул конференцию вместе с несколькими партиями. Организации, покинувшие конференцию, создали политический альянс «Круглый стол—Свободная Грузия». Его основная политическая цель состояла в том, чтобы сначала провести референдум о независимости, а затем принять декларацию о восстановлении независимости Грузии на основе этого референдума.
Альянс «Круглый стол—Свободная Грузия» был у власти до 1993 года[уточнить], после чего распался.

### Приход к власти
На выборах 28 октября 1990 года блок «Круглый стол—Свободная Грузия» получил 53,99% голосов, взяв большинство в Верховном совете Грузинской ССР.
9 апреля 1991 года сессия Верховного Совета приняла Закон о независимости Грузии на основе референдума 31 марта 1991 года. Звиад Гамсахурдия, кандидат от «Круглого стола—Свободная Грузия», получил 87% голосов на президентских выборах и стал первым президентом независимой Грузии.

## Члены
- Хельсинкский союз Грузии (груз. საქართველოს ჰელსინკის კავშირი)
- Общество Св. Илии—Праведное общество Грузии (груз. სრულიად საქართველოს წმინდა ილია მართლის საზოგადოება)
- Грузинское общество Мераба Костава (груз. სრულიად საქართველოს მერაბ კოსტავას საზოგადოება)
- Союз грузинских традиционалистов (груз. ქართველ ტრადიციონალისტთა კავშირი)
- Грузинский национальный фронт—Радикальный союз (груз. საქართველოს ეროვნული ფრონტი-რადიკალური კავშირი)
- Национально-либеральный союз Грузии (груз. საქართველოს ეროვნულ-ლიბერალური კავშირი)
- Грузинская национально-христианская партия (груз. საქართველოს ეროვნულ-ქრისტიანული პარტია)